# Алламачі Тауншип (Нью-Джерсі)
Алламачі Тауншип (англ. Allamuchy Township) — селище (англ. township) в США, в окрузі Воррен штату Нью-Джерсі. Населення — 5335 осіб (2020).

## Демографія
Згідно з переписом 2010 року, у селищі мешкали 4323 особи в 1953 домогосподарствах у складі 1212 родин. Було 2096 помешкань
Расовий склад населення:
| - 93,5 % — білих - 2,7 % — азіатів - 1,8 % — чорних або афроамериканців - 0,1 % — корінних американців |

До двох чи більше рас належало 1,5 %. Частка іспаномовних становила 4,5 % від усіх жителів.
За віковим діапазоном населення розподілялося таким чином: 18,5 % — особи молодші 18 років, 64,0 % — особи у віці 18—64 років, 17,5 % — особи у віці 65 років та старші. Медіана віку мешканця становила 45,8 року. На 100 осіб жіночої статі у селищі припадало 90,9 чоловіків;  на 100 жінок у віці від 18 років та старших — 85,5 чоловіків також старших 18 років.
Середній дохід на одне домашнє господарство  становив 109 536 доларів США (медіана — 88 802), а середній дохід на одну сім'ю — 141 224 долари (медіана — 117 204). За межею бідності перебувало 4,0 % осіб, у тому числі 3,5 % дітей у віці до 18 років та 3,8 % осіб у віці 65 років та старших.
Цивільне працевлаштоване населення становило 2415 осіб. Основні галузі зайнятості: освіта, охорона здоров'я та соціальна допомога — 22,3 %, науковці, спеціалісти, менеджери — 18,3 %, виробництво — 12,0 %, роздрібна торгівля — 10,1 %.